# サヴォイア・マルケッティ SM.84
サヴォイア・マルケッティ SM.84
SM.84
- 用途：雷撃機
- 製造者：サヴォイア・マルケッティ
- 運用者： イタリア王国（イタリア王国空軍）
- 運用状況：退役済

サヴォイア・マルケッティ SM.84 はサヴォイア・マルケッティ社が開発した、3基のエンジンを搭載したイタリア空軍の爆撃機。SM.79の後継機として開発され、爆撃機、雷撃機として使用された。

## 概要
SM.84は当初SM.79 の雷撃機型として開発されたが、別の機体になった為新たにSM.84のナンバーが付与された。機体の構造はSM.79とほぼ同じだったが、胴体はSM.79の特徴だったコックピット上部の盛り上がりを無くし代わりに動力式の銃座が設けられた。また、爆撃手用のゴンドラは引き込み式で、爆撃時のみ引き出すようになっていた。垂直尾翼は双尾翼式であった。発動機はピアッジョ P10 RC40 (1000 hp) エンジンを装備した。試作機は、1940年6月に初飛行し、量産は同年11月より開始された。
SM.84はSM.79より空力的に洗練された近代的な機体であったが、速度的にはSM.79後期生産型の最高速度はSM.84を上回っており、運動性能はSM.79よりも悪化した。また、エンジンの出力不足や信頼性の欠如により離陸が困難になる傾向があった。この為、乗員からの評判はあまりよくなかった。
1941年2月から部隊配備が開始され雷撃任務についたが、1942年10月以降は主に爆撃機として使用された。量産は1943年6月まで続けられ、総生産機数は309機である。数機のSM.84は輸送部隊で使用され、1948年まで任務に就いた。

## 仕様
- 全長：17.93 m
- 全幅：21.20 m
- 全高：4.59 m
- 全備重量：13,288 kg
- エンジン：ピアッジョ P10 RC40 空冷14気筒 1000 hp
- 最大速度：432 km/h
- 実用上限高度：7,900 m
- 航続距離：1,830 km
- 武装
  - 爆弾1,600kg　または　魚雷×2
  - スコッティ・イソッタ・フラスキーニ12.7mm機銃（イタリア語版）×4
- 乗員 5名